# Odissi

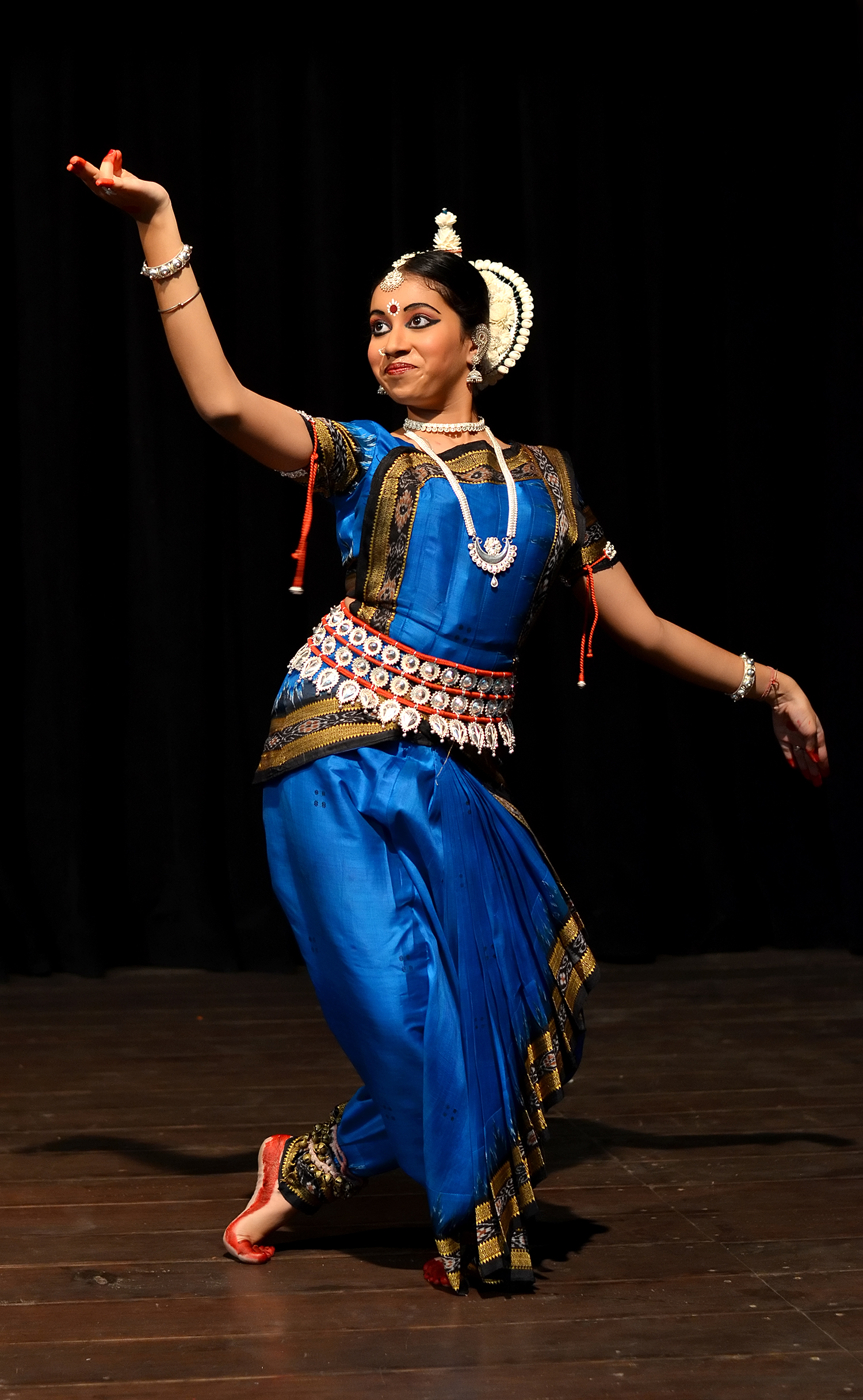
Odissi är en klassisk dans med ursprung i Odisha, östra Indien

Odissi är en utav sju indiska klassiska danser med ursprung i Odisha, östra Indien. Den hinduiska tempeldansen utfördes i allmänhet av kvinnor, som gestaltade religiösa berättelser företrädesvis inom Vaishnavism. I klassiska tempel finns skulpturer som visar dansarnas poser.

## Historia

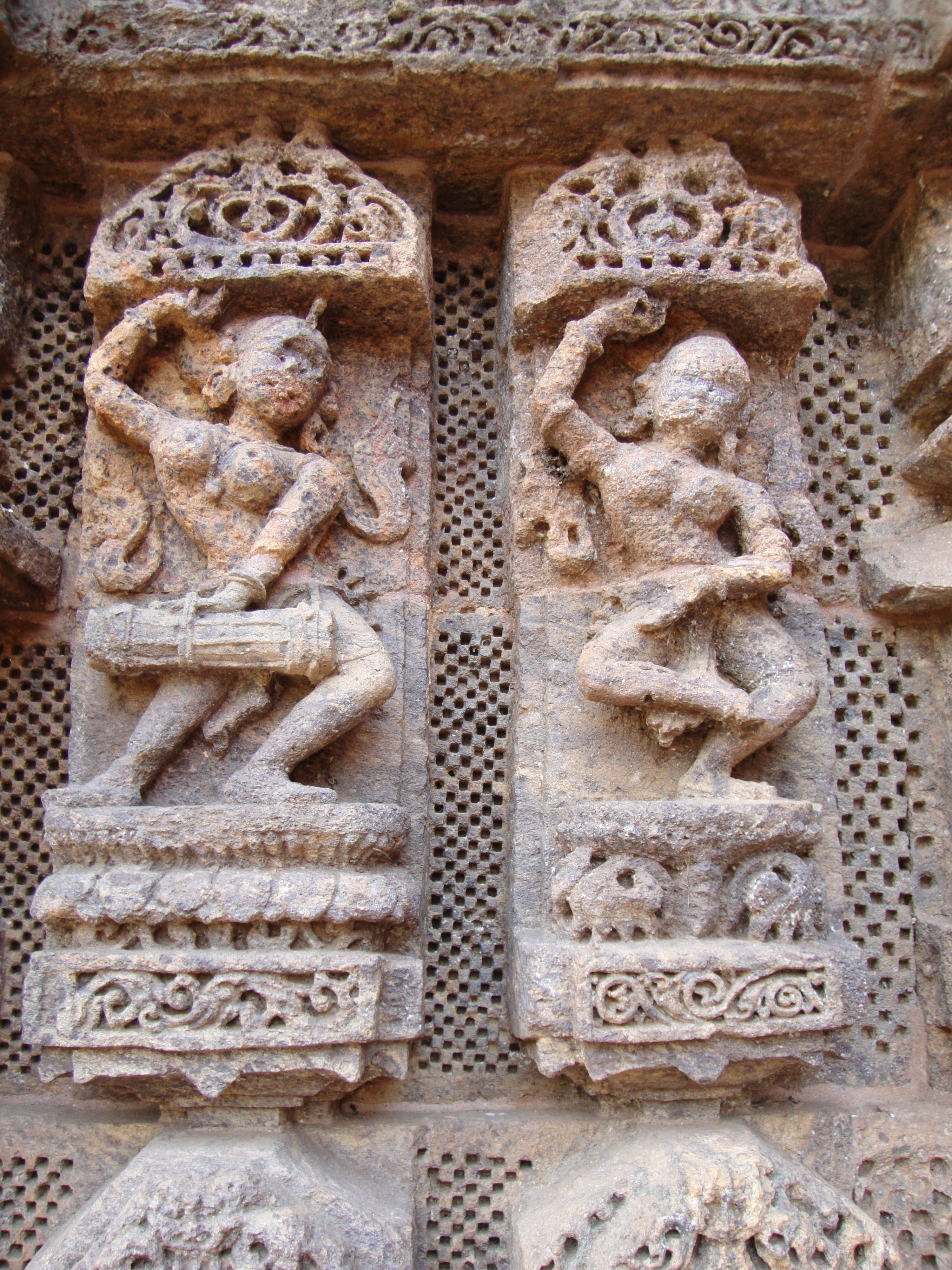
Dansande figurer

Odissi är ursprungligen en tempeldans som dansades av bajadärer i delstaten Odishas tempel. Dansen beskrivs i Natya Shastra, en hinduisk text om scenkonst på sanskrit, som sammanställdes för 2 000 år sedan. Senare blev odissi tillåten att dansas på privata fester och även offentligt på gator och torg. I soltemplet i Konarak från år 100 f.Kr. finns skulpturer som visar dansare i i olika poser.
Kristna missionärer ville förbjuda tempeldanser och startade en kampanj i slutet på 1800-talet. År 1910 förbjöds tempeldanser i Brittiska Indien och många bajadärer förlorade sin försörjning och hamnade på omskolningshem.
Efter självständigheten 1947 återinfördes hinduisk kultur och tempeldanser blev tillåtna och vitaliserades.

## Undervisning i Odissi
I januari 2016 öppnade Odissi Centre at Oxford University, OOC.Vid OOC undervisas Odissi och arrangeras workshops vid andra universitet i Storbritannien.
Det finns flera dansskolor i Sverige som undervisar i Odissi och andra klassiska indiska danser.

## Galleri

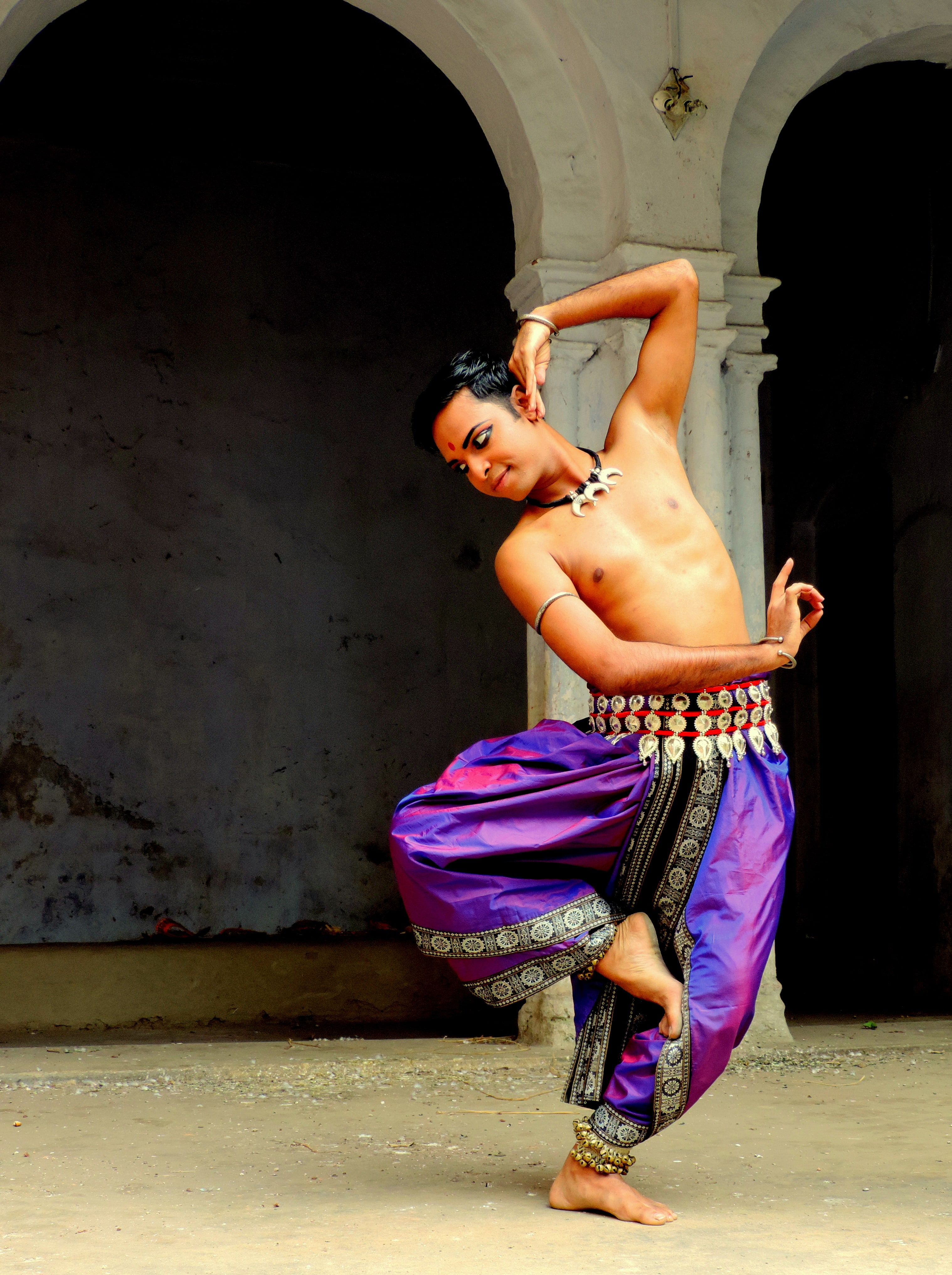
En manlig dansare.
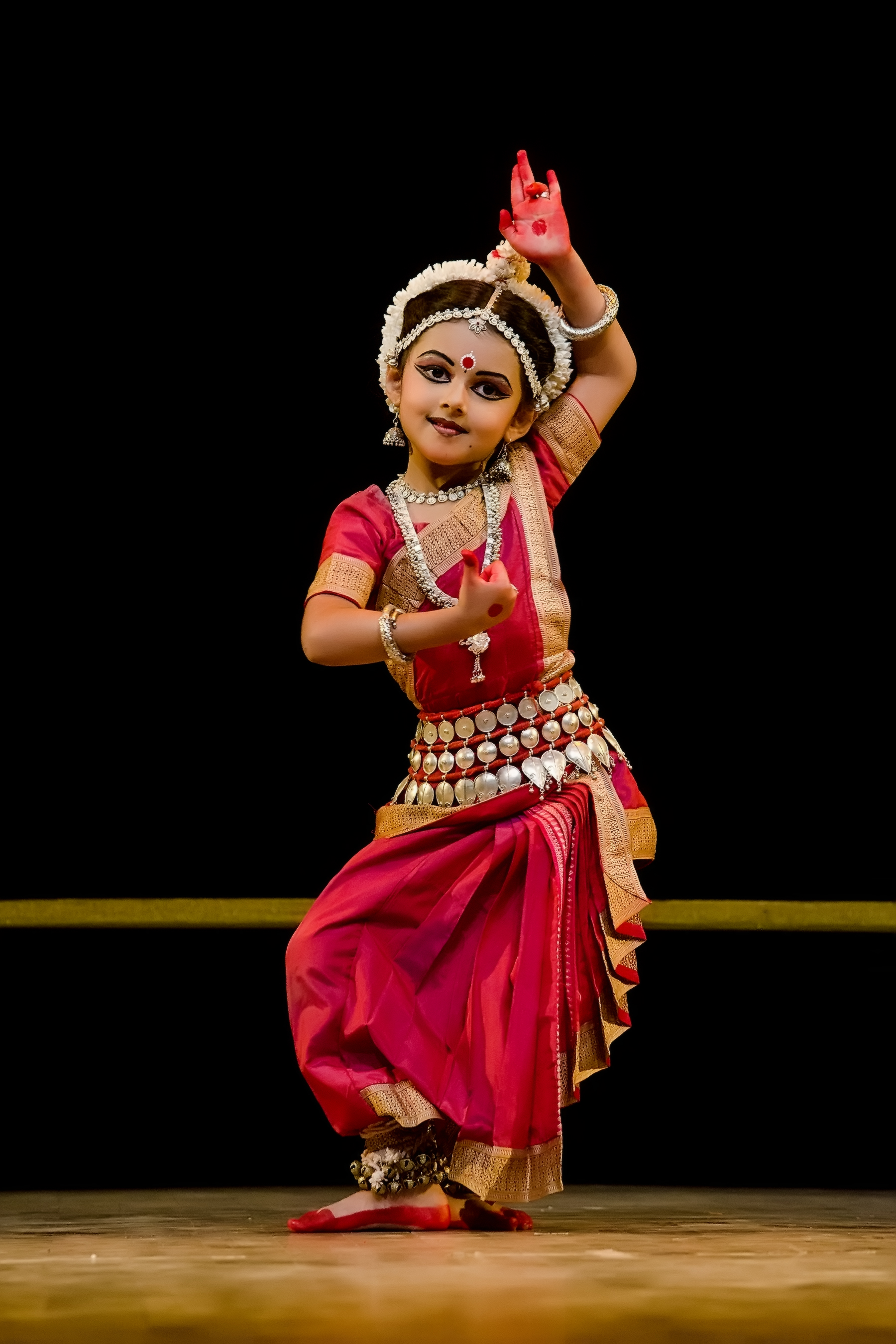
Trihanga-pose. Odissi kan dansas av barn och vuxna.
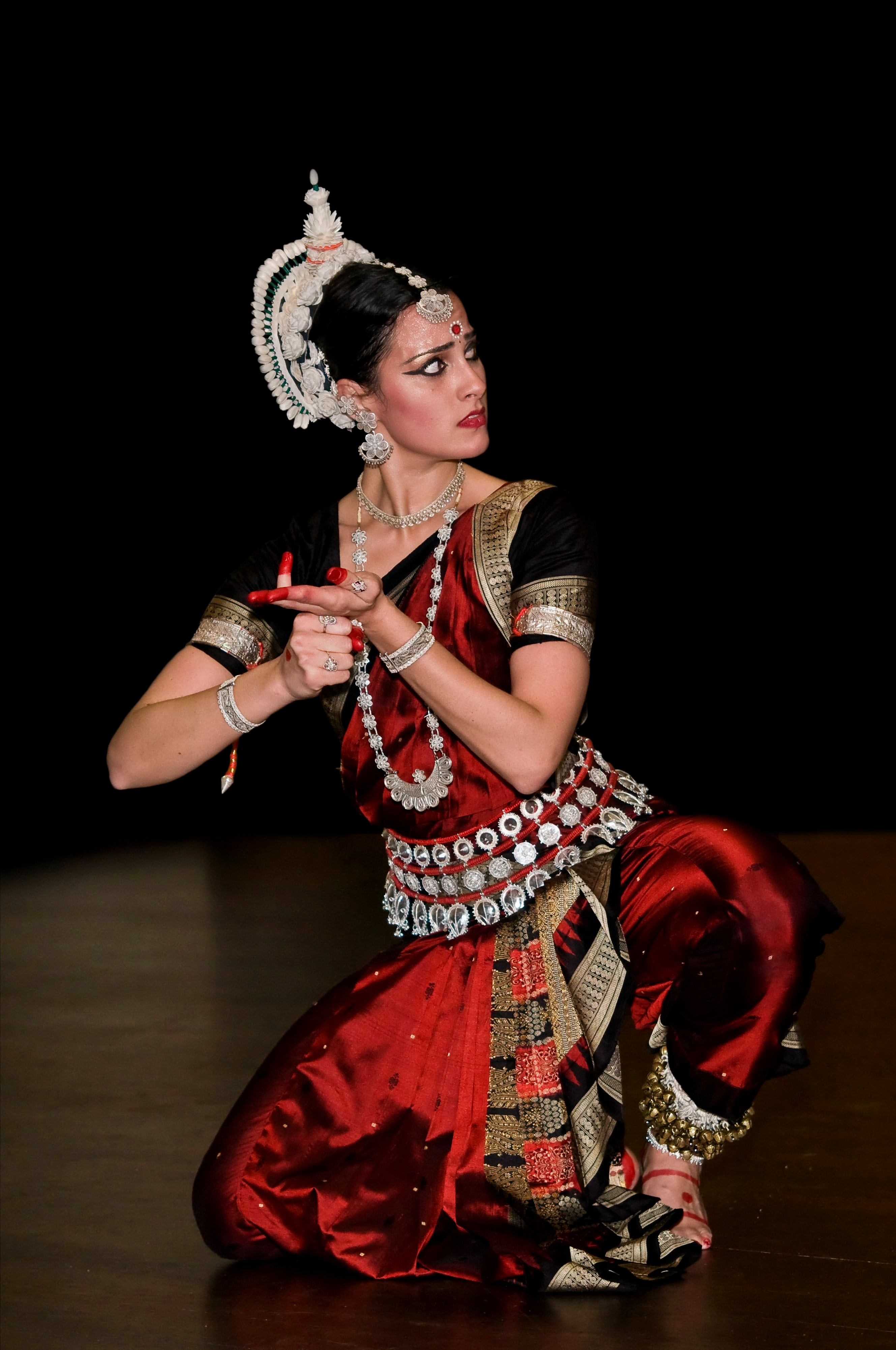
Sitara Thobani i klassisk Odissi dans.